# José Reyna
José Reyna (Huancayo, 14 de janeiro de 1972) é um ex-futebolista peruano que atuava como defensor.

## Carreira
José Reyna integrou a Seleção Peruana de Futebol na Copa América de 1997.